# IHL 1983/84
Die Saison 1983/84 war die 39. reguläre Saison der International Hockey League. Während der regulären Saison bestritten die sieben Teams jeweils 82 Spiele. In den Play-offs setzten sich die Flint Generals durch und gewannen den ersten Turner Cup in ihrer Vereinsgeschichte.

## Teamänderungen
Folgende Änderungen wurden vor Beginn der Saison vorgenommen:
- Die Saginaw Gears stellten den Spielbetrieb ein.

## Reguläre Saison

### Abschlusstabelle
Abkürzungen: GP = Spiele, W = Siege, L = Niederlagen, T = Unentschieden, OTL = Niederlage nach Overtime, GF = Erzielte Tore, GA = Gegentore, Pts = Punkte
|                    | GP | W  | L  | T | GF  | GA  | Pts |
| ------------------ | -- | -- | -- | - | --- | --- | --- |
| Fort Wayne Komets  | 82 | 52 | 23 | 7 | 371 | 273 | 112 |
| Milwaukee Admirals | 82 | 46 | 30 | 6 | 403 | 335 | 101 |
| Flint Generals     | 82 | 41 | 32 | 9 | 375 | 319 | 93  |
| Toledo Goaldiggers | 82 | 41 | 36 | 5 | 326 | 318 | 91  |
| Kalamazoo Wings    | 82 | 37 | 38 | 7 | 333 | 316 | 83  |
| Peoria Prancers    | 82 | 29 | 48 | 5 | 298 | 392 | 66  |
| Muskegon Mohawks   | 82 | 19 | 58 | 5 | 282 | 435 | 46  |

## Turner-Cup-Playoffs
| Turner-Cup-Viertelfinale | Turner-Cup-Viertelfinale | Turner-Cup-Viertelfinale |   |                    | Turner-Cup-Halbfinale | Turner-Cup-Halbfinale | Turner-Cup-Halbfinale |  |  | Turner-Cup-Finale | Turner-Cup-Finale | Turner-Cup-Finale |
|                          |                          |                          |   |                    |                       |                       |                       |  |  |                   |                   |                   |
| 2                        | Milwaukee Admirals       |                          |   |                    |                       |                       |                       |  |  |                   |                   |                   |
|                          | Freilos                  |                          |   |                    |                       |                       |                       |  |  |                   |                   |                   |
| 2                        | Milwaukee Admirals       | 0                        |   |                    |                       |                       |                       |  |  |                   |                   |                   |
| 2                        | Milwaukee Admirals       | 0                        |   |                    |                       |                       |                       |  |  |                   |                   |                   |
|                          | 3                        | Flint Generals           | 4 |                    |                       |                       |                       |  |  |                   |                   |                   |
| 3                        | 3                        | Flint Generals           | 4 | Flint Generals     |                       |                       |                       |  |  |                   |                   |                   |
| 3                        |                          |                          |   | Flint Generals     |                       |                       |                       |  |  |                   |                   |                   |
|                          | Freilos                  |                          |   |                    |                       |                       |                       |  |  |                   |                   |                   |
| 3                        | Flint Generals           | 4                        |   |                    |                       |                       |                       |  |  |                   |                   |                   |
| 3                        | Flint Generals           | 4                        |   |                    |                       |                       |                       |  |  |                   |                   |                   |
|                          | 4                        | Toledo Goaldiggers       | 0 |                    |                       |                       |                       |  |  |                   |                   |                   |
| 1                        | 4                        | Toledo Goaldiggers       | 0 | Fort Wayne Komets  |                       |                       |                       |  |  |                   |                   |                   |
| 1                        |                          |                          |   | Fort Wayne Komets  |                       |                       |                       |  |  |                   |                   |                   |
|                          | Freilos                  |                          |   |                    |                       |                       |                       |  |  |                   |                   |                   |
| 1                        | Fort Wayne Komets        | 2                        |   |                    |                       |                       |                       |  |  |                   |                   |                   |
| 1                        | Fort Wayne Komets        | 2                        |   |                    |                       |                       |                       |  |  |                   |                   |                   |
|                          | 4                        | Toledo Goaldiggers       | 4 |                    |                       |                       |                       |  |  |                   |                   |                   |
| 4                        | 4                        | Toledo Goaldiggers       | 4 | Toledo Goaldiggers | 2                     |                       |                       |  |  |                   |                   |                   |
| 4                        |                          |                          |   | Toledo Goaldiggers | 2                     |                       |                       |  |  |                   |                   |                   |
| 5                        | Kalamazoo Wings          | 1                        |   |                    |                       |                       |                       |  |  |                   |                   |                   |

## Vergebene Trophäen

### Mannschaftstrophäen
| Auszeichnung                                          | Team              |
| ----------------------------------------------------- | ----------------- |
| Turner Cup Gewinner der IHL-Playoffs                  | Flint Generals    |
| Fred A. Huber Trophy Bestes Team der regulären Saison | Fort Wayne Komets |

### Individuelle Trophäen
| Auszeichnung                                                       | Spieler         | Team               |
| ------------------------------------------------------------------ | --------------- | ------------------ |
| James Gatschene Memorial Trophy MVP der regulären Saison           | Darren Jensen   | Fort Wayne Komets  |
| Leo P. Lamoureux Memorial Trophy Bester Scorer                     | Wally Schreiber | Fort Wayne Komets  |
| Governor’s Trophy Bester Verteidiger                               | Kevin Willison  | Milwaukee Admirals |
| James Norris Memorial Trophy Torhüter mit den wenigsten Gegentoren | Darren Jensen   | Fort Wayne Komets  |
| Garry F. Longman Memorial Trophy Bester Rookie                     | Darren Jensen   | Fort Wayne Komets  |
| Ken McKenzie Trophy Bester US-amerikanischer Rookie                | Mike Krensing   | Muskegon Mohawks   |